# Дюльё, Анри
Анри Жозеф Мари Дюльо (фр. Henri Joseph Marie Dulieux, 10 мая 1897 — 29 мая 1982) — французский фехтовальщик-шпажист, чемпион мира, призёр Олимпийских игр.

## Биография
Родился в 1897 году в Лилле. В 1936 году стал бронзовым призёром Олимпийских игр в Берлине. В 1937 году завоевал серебряную медаль чемпионата мира. В 1938 году стал чемпионом мира.